# Джиліен Бредшоу
Джиліен Маруча Бредшоу (англ. Gillian Bradshaw; народилася 14 травня 1956) — американська письменниця історичної фантастики, історичного фентезі, дитячої літератури, наукової фантастики та сучасних науково-обґрунтованих романів, яка живе у Великій Британії. Дія її серйозних історичних романів часто розгортається в класичній античності — Стародавньому Єгипті, Стародавній Греції, Візантійській імперії, Саці та Греко-Бактрійському царстві, Римській імперії, підримській Британії та Римській Британії. Вона також написала два романи про громадянську війну в Англії.

## Життєпис
Джиліен Бредшоу народилася у Фоллз-Черч, штат Вірджинія, і провела частину своєї юності в Сантьяго, Чилі. Вона навчалася в Мічиганському університеті, де отримала премію Філліпса за класичну грецьку мову в 1975 і 1977 роках, а також премію Гопвуда за художню літературу за свій перший роман «Травневий яструб». Вона продовжила навчання в Ньюнхемському коледжі, Кембридж, де вивчала класичну філологію. «Травневий яструб» був опублікований, коли вона готувалася до іспитів у Кембриджському університеті.
Джиліен Бредшоу вирішила залишитися в Кембриджі ще на рік, щоб написати ще один роман і подумати, чим зайнятися для кар'єри. Однак, перебуваючи там, вона виявила, що може жити на свій дохід романістки, і відтоді пише романи. Вона також зустріла свого чоловіка, який закінчував докторську дисертацію з фізики. Джиліен та її чоловік, британський професор математичної фізики (і лауреат Нобелівської премії 2012 року) Робін Болл, мають чотирьох дітей. Вона каже про себе: «Я — ентузіастка класичної античності, і люблю блукати греко-римськими руїнами під час відпустки. Решта сім'ї має величезний вплив на гіпокаусти та іподроми. Іноді вони протестували („Не ще одна римська руїна!“), але в основному їм це дуже сподобалося».
Чоловік Бредшоу, фізик, представив один з аспектів її зображення Архімеда в її романі «Пісковик». Але, як вона заявляє в післямові, її образ базується на стародавніх джерелах про Архімеда, а не на будь-якій живій людині, наприклад, фізиків-теоретиків, яких вона знає. Бредшоу була суддею конкурсу з фізики Paperclip Physics Інституту фізики, і її сучасні та історичні романи з науковою підґрунтям демонструють глибокий інтерес до людської реакції на наукові відкриття.

## Праці

### 1980—1990 роки
Першими опублікованими романами Бредшоу була історична фентезі-трилогія про Артура «Вниз довгий вітер». Ці три книги для молоді — «Травневий яструб», «Королівство літа» та «У зимовій тіні» — вийшли між 1980 і 1982 роками. Дія трилогії відбувається в підримській Британії, головний герой трилогії — Ґвалчмай (Ґавейн), якому доводиться вибирати між підтримкою своєї злої матері Морґаузи або дядька по материнській лінії короля Артура. Назва Вниз за довгим вітром взята з «Королівських ідилій» Альфреда, лорда Теннісона:
«І слабшають далі, як дикі птахи, що змінюють Вночі змінюють пори року і летять собі далі. З хмари на хмару, по довгому вітру сон Пронизливий, але, йдучи, змішався з тьмяними криками.»
Потім Бредшоу почала писати історичну літературу для дорослих. Її роман 1986 року «Маяк в Александрії» розповідає про Харіс з Ефесу, жінку -лікарку, яка переодягається в євнуха. Події відбуваються в Александрії IV століття римського Єгипту.
У «Дочці ведмедя» розповідається про Теодору, імператрицю-консорта візантійського імператора Юстиніана I. Феодора народилася в найнижчому класі візантійського суспільства і була дочкою Акакія, ведмежого цирку.
«Імператорський пурпур», випущений у 1988 році, показує Деметрію з Тиру, жінку, яка народилася в рабстві, але яка стає вмілою ткалею. Сюжет зосереджений на відкритті нею змови з метою скинути Феодосія II і усунути від влади його сестру Пульхерію.
У 1990 році Бредшоу написала «Небесні коні» про шлюбний союз між Ферганським королівством саків і Греко-Бактрійським царством. Шлюб короля Мауакеса та принцеси Геліоклеї відбувся приблизно в 140 році до нашої ери і приніс багато змін у дворі.

### 1991—2000 роки
Потім Бредшоу звернулася до написання трьох дитячих книжок — починаючи з двох пов'язаних історій про Стародавній Єгипет, «Дракон і злодій» у 1991 році та «Країна золота» у 1992 році. В останньому зображена нубійська принцеса, яка пережила вбивство своїх батьків і намагається повернути собі трон за допомогою дракона Хатхор.
За цими двома книгами вийшла книга «За північним вітром» (1993). У романі про молодого чарівника, якого Аполлон доручив захистити плем'я грифонів від ворожої королеви. Назва знову є посиланням на більш ранню роботу, в цьому випадку Арістей з Проконнесу, грек VII століття до нашої ери, який повідомив, що грифони жили в Скіфії, поблизу печери Борея, Північного Вітру. «Дракон і злодій», «Країна золота» та «За північним вітром» — усі вони починалися як історії для задоволення її власних дітей.
Потім, у 1998 році, Бредшоу продовжила роботу над серйозною історичною фантастикою для дорослих з «Островом привидів». У романі розповідається про Аріанта, одного з 8000 сарматів на військовій службі у Марка Аврелія.
У 2000 році вона написала свій перший науково-фантастичний роман «Неправильне відображення» про хворого на амнезію, який вважає, що його ім'я «Пол Андерсон» вигадка.
За цим послідував історичний роман «Розрахувач піску», який розповідає історію Архімеда з Сіракуз, Сицилія від його навчання в Олександрійській бібліотеці до його участі у Другій Пунічній війні (218—202 рр. до н. е.).

### 2001–дотепер
У 2001 році Бредшоу опублікувала свій другий науково-фантастичний роман «Небезпечні нотатки». У ньому зображена Валерія Торнем, молода класична гітаристка та композиторка, у мозок якої в дитинстві після нещасного випадку імплантували клоновані стовбурові клітини. Її вважають потенційною психопаткою, тому її заарештовують і тримають у психіатричній лікарні, де їй загрожують перспективою операції з видалення частини її мозку, яка відповідає за її надзвичайний музичний талант.
Історичний роман Бредшоу «Полювання на вовка» 2001 року був заснований на бретонському романі Марі де Франс «Бісклаврет» і розповідає про Марі Пентхів із Шалендрі, нормандку, яку викрали та відвезли до Бретанського герцогства. Потім Марі втягується в життя двору герцогства кінця ХІ століття та його сюжети.
Її наступний історичний роман «Спадкоємець Клеопатри» (2002) розповідає про Цезаріона, сина Юлія Цезаря та Клеопатри VII Єгипетської, якому вдалося уникнути страти за наказом свого прийомного брата Цезаря Августа. Потім молодий чоловік змушений жити в бідності в новому середовищі, Римській імперії.
У 2002 році Бредшоу також написала оповідання, дія якого розгортається в Стародавньому Єгипті, «Правосуддя Ісіди», дія якого відбувається в Александрії в 58 році до нашої ери, під час правління Птолемея XII. Твір було опубліковано в «Мамонтовій книзі про єгипетські підрозділи». Ця новела також була опублікована чеською мовою під назвою «Esetina spravedlnost» у 2004 році.
Після цього вийшов ще один історичний роман «Віддай Цезарю» (2003), у якому розповідається про Гермогена, римського громадянина грецького походження, який стикається з упередженням у місті Римі, коли намагається стягнути борг, та його охоронку «Кантабру», колишню гладіатриса, родом з Кантабрії.
У 2003 році Бредшоу також написала оповідання «Злість Анікії», дія якого відбувається в останні десятиліття Римської імперії. Написана в стилі наукового видання «Історії Риму» Амміана Марцелліна, ця історія була опублікована в «Мамонтовій книзі про римських воєначальників».
Бредшоу повернулася до наукової фантастики з «Лікуванням Сомерса» (2003). У романі розповідається про нейрохірурга Девіда Сомерса, який просуває власне унікальне лікування специфічних мовних розладів. Однак його дослідження фінансує MI5 з причин, які залишаються в секреті для громадськості.
Дія її історичного роману «Алхімія вогню» 2004 року відбувається в Константинополі за правління Костянтина IV. Анна, колишня наложниця князя Гераклійської династії, намагається самостійно виховувати свою доньку Феодосію, зберігаючи таємницю благородного походження дівчини. Тим часом алхімік Каллінікос з Баальбека працює над створенням грецького вогню.
«Еліксир молодості» (2006) був наступним романом Бредшоу, який розглядає складні стосунки між дочкою-філософом та її батьком-молекулярним біологом, який покинув сім'ю, коли вона була дитиною, і чия сироватка відновлювала наслідки старіння на шкіра зникла. Як і її попередній роман «Небезпечні нотатки» (2001), використання стовбурових клітин у дослідженнях є темою.
Роман «Кривава деревина» був опублікований у 2007 році. Дія роману розгортається в сучасній Британії і зосереджується на Антонії Ланчестер, невиліковно хворій працівниці компанії з виробництва меблів для дому, яка передає викривальні файли про нелегальну вирубку лісу та корупцію з комп'ютера свого роботодавця групі екологічної кампанії.
Її наступний роман «Темна Північ» (2007) став для Бредшоу поверненням до римської Британії. Події відбуваються у 208 році нашої ери, і розповідається про неспокійне правління імператора Септимія Севера — і його спробу завоювати Шотландію — очима Мемнона (африканського кавалерійського розвідника) та членів дому імператриці Юлії Домни.
Дія фільму «Наречена Сонця» (2008) розгортається в Стародавній Греції, на Родосі в 246 році до нашої ери. Судноплавство, піратство та політика східного Середземного моря — це добре вивчене тло історії двох людей, які опинились у кінці правління Антіоха II Теоса та початку Третьої сирійської війни, і про те, як це змінило їхні життя.
«Лондон у ланцюгах» (2009) — її перший із запланованих двох історичних романів про громадянську війну в Англії. Як і багато інших її романів, він присвячений боротьбі однієї жінки за незалежність у світі, де панують чоловіки. Починаючи з 1647 року, дія розгортається навколо Люсі Вентор, молодої жінки, яка займається політично чутливою видавничою справою в Лондоні.
«Тленна корона» (2011) розповідає про кар'єру Люсі у видавництві: друкування газет та уникнення цензури.

## Вплив і критичний прийом
Бредшоу має величезні знання про класичну культуру — про життя в давньогрецькому та римському світі — і вона використовує це у своїй історичній белетристики. Ці схвалені критиками історичні романи змусили декого вважати її літературною спадкоємицею Розмарі Саткліфф. Романи Бредшоу з науковою основою так само заслуговують довіри.
Романи Джилліан Бредшоу були опубліковані англійською мовою у Великій Британії та США та були перекладені на: чеську (її ім'я також іноді перекладається як Джилліан Бредшавова); данську ; французьку; німецьку та іспанську. Твори Бредшоу заслужили визнання критиків усіма шістьма основними мовами, опублікованими нею.
Чеською мовою вона також опублікувала два оповідання. «Справедливість Ісіди» була опублікована як «Esetina spravedlnost» у 2004 році, а «Злість Анікії» була опублікована як «Zlovolnost Anicijských» у 2008 році.

## Виноски
1. ↑  Deutsche Nationalbibliothek Record #131733524 // Gemeinsame Normdatei — 2012—2016.
2. ↑  SNAC — 2010.
3. ↑  Internet Speculative Fiction Database — 1995.
4. ↑  Alpers H. J., Fuchs W., Hahn R. M. та ін. Lexikon der Fantasy-Literatur — Еркрат: Fantasy Productions, 2005. — С. 77. — ISBN 3-89064-566-6
5. ↑  Bibliothèque nationale de France BNF: платформа відкритих даних — 2011.
6. ↑  CONOR.Sl
7. ↑  Bradshaw, Gillian. The Hawk of May. 1980, Simon and Schuster. p. 315.
8. ↑  Gillian Bradshaw